# Celeste Olalquiaga
Celeste Olalquiaga là một học giả độc lập sinh ra ở Venezuela. Cô là tác giả của Vương quốc nhân tạo: Kho báu của kinh nghiệm Kitsch và Megalopolis: Sự nhạy cảm văn hóa đương đại. Cô nhận được một khoản trợ cấp từ Quỹ Rockefeller năm 1994  và Học bổng Guggenheim năm 1996. Cô viết cột "Bài học đối tượng" cho ấn phẩm Cabinet.